# Nina Stojanović
Nina Stojanović (serbisch-kyrillisch Нина Стојановић; * 30. Juli 1996 in Belgrad) ist eine serbische Tennisspielerin.

## Karriere
Stojanović begann im Alter von sechs Jahren mit dem Tennisspielen; dabei bevorzugt sie den Hartplatz. Sie spielt überwiegend Turniere auf dem ITF Women’s Circuit, bei denen sie bisher elf Einzel- und 26 Doppeltitel gewann. Zwar stand sie bei den Juniorenkonkurrenzen aller vier Grand Slams jeweils im Hauptfeld, scheiterte jedoch stets in der ersten Runde.
In Navi Mumbai konnte sie aus der Qualifikation kommend Ende 2014 ihren ersten ITF-Titel der $25.000-Kategorie erringen. 2016 schloss sie nach ihrem bis dahin größten Triumph beim $50.000-ITF-Turnier in Liuzhou sowie drei weiteren Finalteilnahmen auf der ITF-Tour erstmals in den Top 200 der Weltrangliste ab. Bei den US Open stand sie davor zum ersten Mal in der Qualifikationsrunde zu einem Grand-Slam-Turnier bei den Damen, verlor aber bereits ihr Auftaktmatch.
Anfang 2017 konnte sie bei ihrer ersten Teilnahme an einem Women’s-Tennis-Association-Turnier in Shenzhen sogleich fürs Hauptfeld qualifizieren und bis ins Viertelfinale vorstoßen, wo sie sich Kateřina Siniaková in glatten Sätzen geschlagen geben musste. Anschließend versuchte Stojanović, sich über kleinere WTA-Turniere nach vorne zu arbeiten, blieb aber bis zum Ende der Saison auf WTA-Niveau sieglos. Da sie auch bei allen Grand-Slam-Turnieren jeweils in der ersten Qualifikationsrunde ausschied, fiel sie in der Weltrangliste weit zurück. 2018 gewann sie lediglich einen ITF-Titel bei einem Turnier der $60.000-Kategorie in Baotou.
Nachdem sie 2019 verletzungsbedingt die ersten Monate pausieren musste, überraschte sie beim WTA-Turnier in Nürnberg mit dem Erreichen des Viertelfinals aus der Qualifikation. Auch im lettischen Jūrmala, wo sie im Doppel an der Seite von Sharon Fichman ihren ersten WTA-Titel gegen die an eins gesetzten Jeļena Ostapenko und Galina Woskobojewa errang und in der ersten Runde im Einzel gegen Aljaksandra Sasnowitsch erstmals eine Top-50-Spielerin schlug, sowie in Guangzhou konnte sie die Runde der letzten Acht erreichen; in Nanchang sogar ihr erstes Halbfinale, in dem sie der späteren Siegerin Rebecca Peterson unterlag. Im Oktober feierte sie nach zwei Triumphen bei Turnieren der $50.000-Kategorie in Poitiers durch einen Zweisatzerfolg im Endspiel gegen Ljudmila Samsonowa ihren bislang größten Titel und stieß damit erstmals in die Top 100 der Weltrangliste hervor.
Aufgrund ihrer verbesserten Weltranglistenposition stand Stojanović bei den Australian Open 2020 nach zuvor sieben verpassten Anläufen aus der Qualifikation in ihrem ersten Grand-Slam-Hauptfeld, scheiterte allerdings bereits in Runde eins an Anastassja Pawljutschenkowa. Im Doppel kam sie gemeinsam mit Darija Jurak wie schon 2018 an der Seite von Viktorija Golubic bis ins Achtelfinale, wo sie den Topgesetzten Hsieh Su-wei und Barbora Strýcová unterlagen.
Für die serbische Fed-Cup-Mannschaft bestritt Stojanović seit 2014 insgesamt 18 Partien im Einzel und Doppel, von denen sie neun gewinnen konnte (Einzelbilanz 2:6).

## Turniersiege

### Einzel
| Nr. | Datum             | Turnier             | Kategorie      | Belag             | Finalgegnerin          | Ergebnis        |
| --- | ----------------- | ------------------- | -------------- | ----------------- | ---------------------- | --------------- |
| 1.  | 4. Mai 2014       | Scharm asch-Schaich | ITF $10.000    | Hartplatz         | Katie Boulter          | 3:6, 6:4, 6:3   |
| 2.  | 30. November 2014 | Scharm asch-Schaich | ITF $10.000    | Hartplatz         | Anastassija Pribylowa  | 7:69, 6:3       |
| 3.  | 20. Dezember 2014 | Navi Mumbai         | ITF $25.000    | Hartplatz         | Natela Dsalamidse      | 3:6, 6:1, 6:4   |
| 4.  | 19. Juni 2016     | Braunschweig        | ITF $25.000    | Sand              | Ekaterine Gorgodse     | 6:4, 6:3        |
| 5.  | 30. Oktober 2016  | Liuzhou             | ITF $50.000    | Hartplatz         | Jang Su-jeong          | 6:3, 6:4        |
| 6.  | 27. Mai 2018      | Baotou              | ITF $60.000    | Sand (Halle)      | Xu Shilin              | 6:0, 6:4        |
| 7.  | 14. Juli 2019     | Versmold            | ITF W60        | Sand              | Katharina Hobgarski    | 6:0, 7:5        |
| 8.  | 8. September 2019 | Changsha            | ITF W60        | Sand              | Aleksandrina Najdenowa | 6:1, 6:1        |
| 9.  | 27. Oktober 2019  | Poitiers            | ITF W80        | Hartplatz (Halle) | Ljudmila Samsonowa     | 6:2, 7:62       |
| 10. | 20. November 2022 | Scharm asch-Schaich | ITF W25        | Hartplatz         | Tatjana Prosorowa      | 7:610, 5:7, 6:1 |
| 11. | 9. Juni 2024      | Kuršumlijska Banja  | ITF W35        | Sand              | Vivian Wolff           | 6:2, 6:4        |
| 12. | 24. November 2024 | Colina              | WTA Challenger | Sand              | María Carlé            | 3:6, 6:4, 6:4   |

### Doppel
| Nr. | Datum              | Turnier             | Kategorie         | Belag             | Partnerin             | Finalgegnerinnen                           | Ergebnis           |
| --- | ------------------ | ------------------- | ----------------- | ----------------- | --------------------- | ------------------------------------------ | ------------------ |
| 1.  | 15. März 2014      | Scharm asch-Schaich | ITF $10.000       | Hartplatz         | Ana Veselinović       | Dea Herdželaš Natasha Palha                | 6:0, 4:6, [10:6]   |
| 2.  | 3. Mai 2014        | Scharm asch-Schaich | ITF $10.000       | Hartplatz         | Katie Boulter         | Dong Xiaorong Pia König                    | 6:4, 6:2           |
| 3.  | 11. Mai 2014       | Scharm asch-Schaich | ITF $10.000       | Hartplatz         | Katie Boulter         | Jekaterina Kljujewa Sofija Smagina         | 6:2, 6:3           |
| 4.  | 17. Mai 2014       | Scharm asch-Schaich | ITF $10.000       | Hartplatz         | Lisa Sabino           | Lucy Brown Polina Leikina                  | 6:3, 4:6, [10:3]   |
| 5.  | 12. September 2014 | Vrnjačka Banja      | ITF $10.000       | Sand              | Dea Herdželaš         | Darja Lodikowa Kateryna Sljusar            | 6:3, 6:0           |
| 6.  | 31. Oktober 2014   | Oslo                | ITF $10.000       | Hartplatz (Halle) | Alexa Guarachi        | Maryna Kolb Nadija Kolb                    | 6:4, 7:67          |
| 7.  | 22. November 2014  | Scharm asch-Schaich | ITF $10.000       | Hartplatz         | Anna Morgina          | Alina Michejewa Martina Přádová            | 5:7, 6:1, [10:3]   |
| 8.  | 19. Dezember 2014  | Navi Mumbai         | ITF $25.000       | Hartplatz         | Despina Papamichail   | Miyabi Inoue Miki Miyamura                 | 7:65, 6:2          |
| 9.  | 26. Dezember 2014  | Pune                | ITF $25.000       | Hartplatz         | Anna Morgina          | Oksana Kalaschnikowa Anastasija Wassyljewa | 7:67, 6:4          |
| 10. | 5. September 2015  | Antalya             | ITF $10.000       | Hartplatz         | Despina Papamichail   | Cristiana Ferrando Chiara Grimm            | 1:6, 6:1, [10:5]   |
| 11. | 2. Oktober 2015    | Clermont-Ferrand    | ITF $25.000       | Hartplatz (Halle) | Anastassija Komardina | Elyne Boeykens Eva Wacanno                 | 6:2, 6:1           |
| 12. | 18. Dezember 2015  | Navi Mumbai         | ITF $25.000       | Hartplatz         | Anna Morgina          | Polina Leikina Lu Jiajing                  | 6:3, 7:5           |
| 13. | 27. Februar 2016   | Moskau              | ITF $25.000       | Hartplatz (Halle) | Anastassija Komardina | Polina Monowa Jana Sisikowa                | 6:75, 6:1, [12:10] |
| 14. | 24. Juni 2016      | Ystad               | ITF $25.000       | Sand              | Cornelia Lister       | Dia Ewtimowa Pia König                     | 6:4, 6:2           |
| 15. | 19. November 2016  | Shenzhen            | ITF $100.000      | Hartplatz         | You Xiaodi            | Xinyun Han Lin Zhu                         | 6:4, 7:66          |
| 16. | 17. Dezember 2016  | Dubai               | ITF $100.000+H    | Hartplatz         | Mandy Minella         | Hsieh Su-wei Walerija Sawinych             | 6:3, 3:6, [10:4]   |
| 17. | 23. Juni 2017      | Izmir               | ITF $60.000       | Hartplatz         | An-Sophie Mestach     | Emma Laine Kotomi Takahata                 | 6:4, 7:5           |
| 18. | 21. Oktober 2017   | Suzhou              | ITF $60.000       | Hartplatz         | Jacqueline Cako       | Eri Hozumi Miyu Katō                       | 2:6, 7:5, [10:2]   |
| 19. | 11. November 2017  | Shenzhen            | ITF $100.000      | Hartplatz         | Jacqueline Cako       | Shūko Aoyama Yang Zhaoxuan                 | 6:4, 6:2           |
| 20. | 28. Juli 2018      | Prag                | ITF $80.000       | Sand              | Cornelia Lister       | Bibiane Schoofs Kimberley Zimmermann       | 6:2, 2:6, [10:8]   |
| 21. | 29. September 2018 | Valencia            | ITF $60.000       | Sand              | Irina Chromatschowa   | Valentini Grammatikopoulou Renata Zarazúa  | 6:1, 6:4           |
| 22. | 2. November 2018   | Petange             | ITF $25.000       | Hartplatz (Halle) | Anastassija Pribylowa | Katarzyna Piter Chantal Škamlová           | 2:6, 6:2, [10:8]   |
| 23. | 22. Juni 2019      | Staré Splavy        | ITF W60           | Sand              | Natela Dsalamidse     | Kyōka Okamura Dejana Radanović             | 6:3, 6:3           |
| 24. | 27. Juli 2019      | Jūrmala             | WTA International | Sand              | Sharon Fichman        | Jeļena Ostapenko Galina Woskobojewa        | 2:6, 7:61, [10:6]  |
| 25. | 21. Mai 2021       | Belgrad             | WTA 250           | Sand              | Aleksandra Krunić     | Greet Minnen Alison Van Uytvanck           | 6:0, 6:2           |
| 26. | 12. November 2022  | Scharm asch-Schaich | ITF W25           | Hartplatz         | Arantxa Rus           | Magali Kempen Lu Jiajing                   | 7:61, 6:2          |
| 27. | 18. Mai 2024       | Kuršumlijska Banja  | ITF W15           | Sand              | Natalija Senić        | Daria Kuczer Vicky Van de Peer             | 7:5, 7:5           |
| 28. | 23. November 2024  | Colina              | WTA Challenger    | Sand              | Mayar Sherif          | Léolia Jeanjean Kristina Mladenovic        | kampflos           |
| 29. | 15. März 2025      | Târgu Mureș         | ITF W75           | Hartplatz (Halle) | Camilla Rosatello     | Madeleine Brooks Justina Mikulskytė        | 7:61, 6:2          |

## Abschneiden bei Grand-Slam-Turnieren

### Einzel
| Turnier         | 2016 | 2017 | 2018 | 2019 | 2020  | 2021 | 2022 | 2023 | 2024 | 2025 | Karriere |
| --------------- | ---- | ---- | ---- | ---- | ----- | ---- | ---- | ---- | ---- | ---- | -------- |
| Australian Open | —    | Q1   | —    | —    | 1     | 2    | Q2   | —    | —    | Q3   | 2        |
| French Open     | —    | Q1   | —    | —    | 1     | 1    | —    | —    | —    | 1    | 1        |
| Wimbledon       | —    | Q1   | —    | —    | n. a. | 1    | —    | —    | —    | 1    | 1        |
| US Open         | Q1   | Q1   | Q1   | Q3   | 1     | 1    | —    | —    | Q1   |      | 1        |

Zeichenerklärung: S = Turniersieg; F, HF, VF, AF = Einzug ins Finale / Halbfinale / Viertelfinale / Achtelfinale; 1, 2, 3 = Ausscheiden in der 1. / 2. / 3. Hauptrunde; Q1, Q2, Q3 = Ausscheiden in der 1. / 2. / 3. Runde der Qualifikation; n. a. = nicht ausgetragen

### Doppel
| Turnier         | 2017 | 2018 | 2019 | 2020  | 2021 | 2022 | 2023 | 2024 | 2025 | Karriere |
| --------------- | ---- | ---- | ---- | ----- | ---- | ---- | ---- | ---- | ---- | -------- |
| Australian Open | —    | AF   | —    | AF    | HF   | 1    | —    | —    | 1    | HF       |
| French Open     | 1    | 2    | —    | 2     | 1    | —    | —    | —    | —    | 2        |
| Wimbledon       | 1    | —    | —    | n. a. | VF   | —    | —    | —    | —    | VF       |
| US Open         | 1    | 2    | —    | —     | 2    | —    | —    | 1    |      | 2        |